# Хутір Баронецької

Баронецької хутір — колишній хутір в Україні, у Бобринецькому районі Кіровоградської області. На сьогодні не існує. На карті Російської імперії від 1867 року Шуберта (ряд 27, лист 11, з лівого боку майже у самому низу) був позначений. Незважаючи на таку давність, до сьогодні можна знайти рештки будівель у вигляді кам'яних фундаментів, нехарактерних для тієї місцевості зарослей дерези, також пагорбів глини (рештки стін). Збереглися ці сліди тільки через те, що місце хутора було непридатне до оранки (пагорб над річкою). Точно про його історію поки що нічого не відомо. Хто що знає, дописуйте в статтю.